# ちば東葛農業協同組合
ちば東葛農業協同組合（ちばとうかつのうぎょうきょうどうくみあい、ちば東葛農協、JAちば東葛）は、千葉県柏市に本店を置く農業協同組合。

## 概要
2010年1月1日、柏市農業協同組合・西船橋農業協同組合・ちば県北農業協同組合（野田市）が合併し発足した。統一金融機関コードは、ちば県北が使用していたコードを使用することとなった。野田市、柏市、船橋市の3つの地域に分断された飛び地合併で、柏市のうち旧柏町の範囲と、船橋市の西部地区（旧葛飾町と同じ範囲）、野田市全域を事業エリアとした。2017年4月には、東葛ふたば農業協同組合を吸収合併した。これにより、柏市のうち北部の田中地区を除く範囲と、我孫子市も事業エリアとなった。
本店は、旧ちば県北農協の本店を柏市高田の旧柏市農協本所（ちば東葛農協柏支店）の隣に移設する形で新設された（ちば県北農協の本店位置には、同居していた川間支店を継続設置）。旧西船橋農協の本店は西船支店となり、このほかの旧ちば県北農協および旧西船橋農協の支店は全て、ちば東葛農協の支店として引き継いだ。さらに旧東葛ふたば農協の合併に際し、その拠点を継承する形で柏市内に4支店を開設した。しかし、柏市北部の田中地区を事業エリアとしていた旧田中農業協同組合は、市川市農業協同組合に吸収合併されていることから、ちば東葛農協の事業エリアが分断されている状況は解消されていない。また、旧田中農協を吸収合併した市川市農協も事業エリアの分断が生じているほか、同じ柏市内での農協の事業エリアの分断も生じている。

## 店舗

### 柏市
- 本店・柏支店・柏地区経済センター
千葉県柏市高田362
- 柏支店柏こかぶ出張所
千葉県柏市柏1丁目7番1-201号
- 土支店（旧東葛ふたばの拠点）
千葉県柏市増尾台1-15-2
- 富勢支店（旧東葛ふたばの拠点）
千葉県柏市根戸471
- 風早支店（旧東葛ふたばの拠点）
千葉県柏市塚崎977-11
- 東部支店・東部地区経済センター（旧東葛ふたばの拠点）
千葉県柏市箕輪14-1
- アンテナショップdaichi
千葉県柏市柏1-7-1-101

### 野田市
- うめさと支店
千葉県野田市山崎1949-1
- 福田支店
千葉県野田市瀬戸974-1
- 旭支店
千葉県野田市目吹1373-3
- 七福支店
千葉県野田市谷津45-1
- 川間支店
千葉県野田市中里513
- 木間ヶ瀬支店
千葉県野田市木間ヶ瀬3196-2
- 二川支店
千葉県野田市柏寺296
- 関宿支店
千葉県野田市関宿台町271
- 中根支店
千葉県野田市花井新田253-2
- 川間駅前支店
千葉県野田市尾崎840-34
- 野田地区経済センター
千葉県野田市中里513
- （株）ちば県北農協サービス
千葉県野田市山崎1868-1

### 船橋市
- 西船支店
千葉県船橋市西船4-14-16
- 行田支店・西船地区経済センター
千葉県船橋市行田3-7-3
- 農産物直売所「ふなっこ畑」（旧Aコープ行田店）
千葉県船橋市行田3-7-1

### 我孫子市
我孫子市は、吸収合併した東葛ふたば農業協同組合時代の店舗統合により、柏市の東部支店に集約されていたため、同市には店舗外ATM2箇所のみ所在する。